# Zamek w Narwiliszkach
Zamek w Narwiliszkach – renesansowy zamek położony w miejscowości Narwiliszki, na południowy wschód od Wilna, po raz pierwszy wzmiankowany w 1586 roku. 
Renesansowy zamek w Narwiliszkach został zbudowany jako dwór obronny przez właściciela miejscowych dóbr Wojciecha Szorca, kupca pochodzącego z Prus. Po śmierci męża, jego żona Dorota z Zenowiczów Szorcowa w 1617 r., przekazała część majątku franciszkanom, którzy zbudowali kościół i klasztor. 
Pod koniec XVIII wieku obiekt zrekonstruował Kazimierz Kamiński. Po zakończeniu powstania listopadowego w 1831 roku Rosjanie zamknęli klasztor tworząc w budynkach kwatery dla żołnierzy, a następnie szkołę dla dziewcząt. W 1929 roku wzniesiono nowy kościół.
W roku 2005 zaczęła się rekonstrukcja kierowana przez Giedriusa Klimkevičiusa z Wilna, prace wspiera Phare.

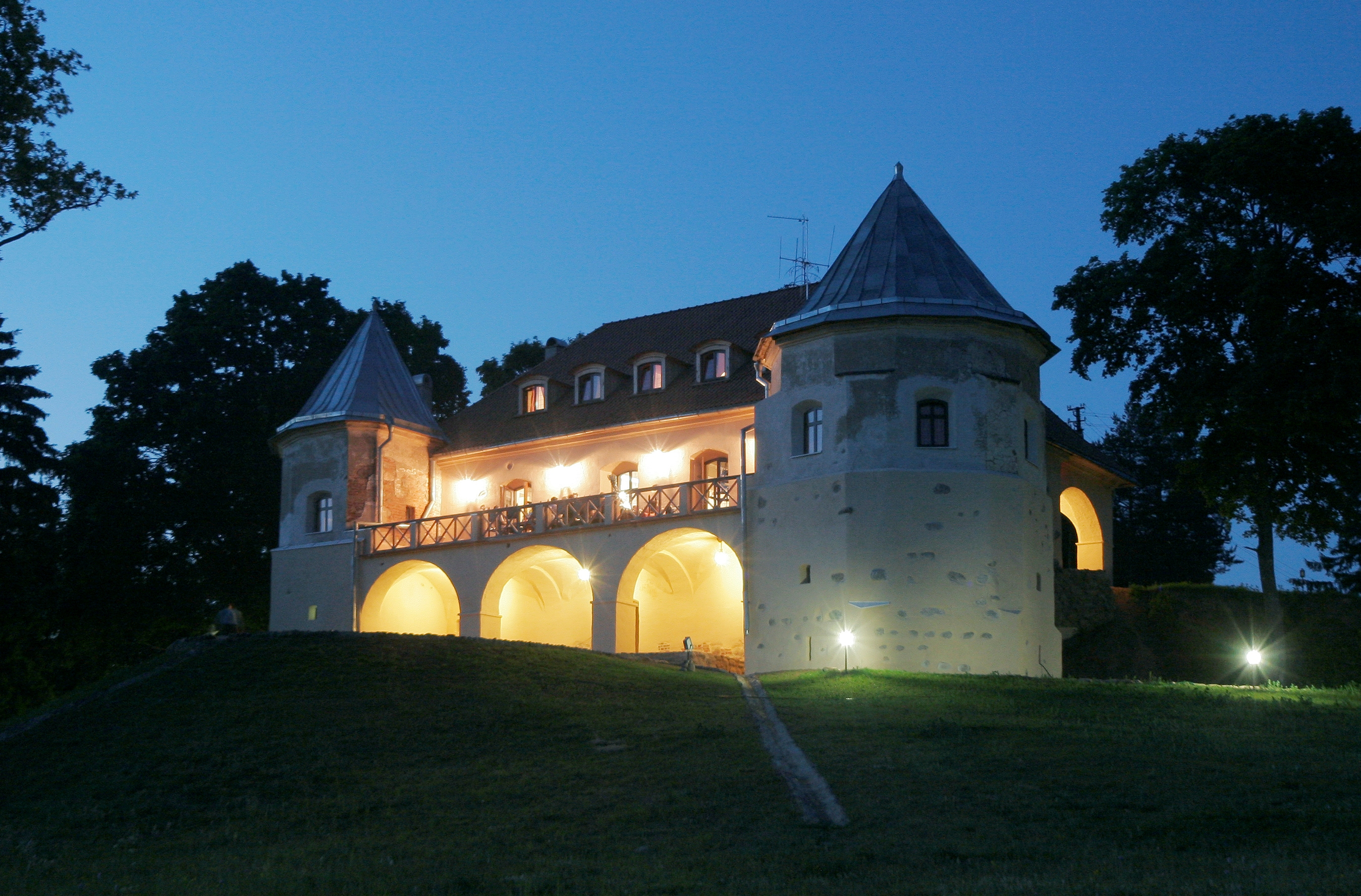